# Tsjadisch honkbalteam

Vlag van Tsjaad.

Het Tsjadisch honkbalteam is het nationale honkbalteam van Tsjaad. Het team vertegenwoordigt Tsjaad tijdens internationale wedstrijden. Het Tsjadisch honkbalteam hoort bij de Afrikaanse Honkbal & Softbal Associatie (AHSA).